# Circular de Interpol

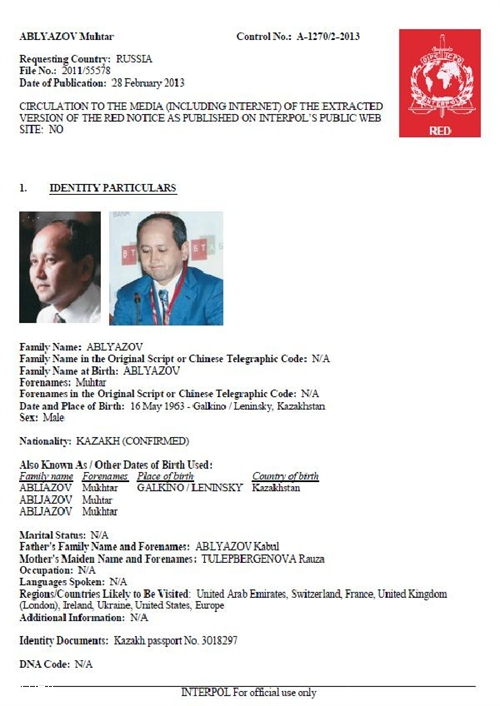
Ejemplo de una circular roja de Interpol

Una Circular de Interpol (también conocida como Notificación de Interpol) es una alerta internacional utilizada por Interpol para comunicar información sobre crímenes, delincuentes y amenazas por la policía en un estado miembro (o una entidad internacional autorizada) a sus homólogos en todo el mundo. La información difundida a través de avisos se refiere a personas buscadas por delitos graves, personas desaparecidas, cuerpos no identificados, posibles amenazas, fugas de prisión y modus operandi de delincuentes.
Hay ocho tipos de circulares, siete de las cuales están codificadas por colores según su función: rojo, azul, verde, amarillo, negro, naranja y púrpura. La circular más conocida es la Circular roja (también, ficha roja), que es el "instrumento más cercano a una orden de arresto internacional en uso en la actualidad". Se emite una octava circular especial a solicitud del Consejo de Seguridad de las Naciones Unidas.
Las circulares publicados por Interpol se realizan por iniciativa propia de la organización o se basan en solicitudes de las Oficinas Centrales Nacionales de los Estados miembros o entidades internacionales autorizadas como las Naciones Unidas y la Corte Penal Internacional. Todas las circulares se publican en el sitio web seguro de Interpol. Los extractos de circulares también pueden publicarse en el sitio web público de Interpol si la entidad solicitante está de acuerdo.
Interpol solo puede publicar una circular que cumpla con todas las condiciones legales apropiadas. Por ejemplo, no se publica una circular si viola la constitución de Interpol, que prohíbe a la organización realizar actividades de carácter político, militar, religioso o racial. Interpol puede negarse a publicar una circular que considere no aconsejable o un riesgo potencial.
Se pueden emitir circulares en cualquiera de los 4 idiomas oficiales de Interpol: inglés, francés, español y árabe.

## Tipos de circular
| Tipo de circular                                                       | Descripción |
| ---------------------------------------------------------------------- | --- |
| Circular roja                                                          | Para buscar la ubicación o arresto de una persona buscada por una jurisdicción judicial o un tribunal internacional con miras a su extradición |
| Circular azul                                                          | Para localizar, identificar u obtener información sobre una persona de interés en una investigación criminal                                   |
| Circular verde                                                         | Para advertir sobre las actividades criminales de una persona si se considera que esa persona es una posible amenaza para la seguridad pública |
| Circular amarilla                                                      | Para localizar a una persona desaparecida o para identificar a una persona incapaz de identificarse                                            |
| Circular negra                                                         | Para buscar información sobre cuerpos no identificados                                                                                         |
| Circular naranja                                                       | Para advertir sobre un evento, una persona, un objeto o un proceso que representa una amenaza inminente y un peligro para personas o bienes    |
| Circular púrpura                                                       | Para proporcionar información sobre modus operandi, procedimientos, objetos, dispositivos o escondites utilizados por delincuentes             |
| Circular especial Interpol-Consejo de Seguridad de las Naciones Unidas | Para informar a los miembros de Interpol que un individuo o una entidad está sujeta a sanciones de la ONU                                      |

Similar a la notificación, hay otra solicitud de cooperación o mecanismo de alerta conocido como difusión, menos formal que una circular, pero también usado para solicitar el arresto o la ubicación de una persona o información adicional en relación con una investigación policial. Un estado miembro o entidad internacional distribuye una difusión directamente a los países de su elección, o a todos los miembros de Interpol y se registra simultáneamente en las bases de datos de la organización.

## Historia
El sistema se creó en 1946 cuando la Interpol se restableció después de la Segunda Guerra Mundial en el suburbio parisino de Saint-Cloud. Inicialmente constaba de 6 circulares codificadas por colores: rojo, azul, verde, amarillo, negro y púrpura. En 2004, se agregó el naranja como séptimo color.
En 2005, se creó la circular especial de Interpol-Consejo de Seguridad de las Naciones Unidas a solicitud del Consejo de Seguridad de la ONU mediante la Resolución 1617 para proporcionar mejores herramientas para ayudar al Consejo de Seguridad a cumplir su mandato con respecto al congelamiento de activos, prohibiciones de viaje y embargos de armas.

## Controversia
En su libro "Red Notice: A True Story of High Finance, Murder, and One Man's Fight for Justice", Bill Browder describe cómo el gobierno ruso solicitó repetidamente a Interpol que emitiera una circular roja para su arresto. Interpol se negó a hacerlo sobre la base de que consideraba que la solicitud era "predominantemente de naturaleza política y, por lo tanto, contraria a las normas y reglamentos de INTERPOL". Incapaz de asegurar su extradición, Browder fue juzgado y condenado posteriormente por un tribunal de Moscú por evasión de impuestos en ausencia.
En enero de 2017, la ONG Fair Trials, con sede en el Reino Unido, pidió a Interpol que introdujera controles más rigurosos. El presidente ejecutivo de Fair Trial, Jago Russell, declaró: "La Interpol se ha permitido ser utilizada por regímenes opresores de todo el mundo para exportar la persecución de defensores de derechos humanos, periodistas y opositores políticos". Ha habido preocupaciones sobre el conflicto de intereses y, en marzo de 2017, Emiratos Árabes Unidos donó 54 millones de dólares a Interpol, lo que equivale aproximadamente a las contribuciones de todos los demás Estados miembros. El secretario general de Interpol, Jurgen Stock, declaró que la Interpol había introducido un grupo de trabajo para revisar las solicitudes "aún más intensamente".
En 2013 se demostró que las circulares rojas de Interpol a veces eran inexactas y podían estar motivadas políticamente. Las ONG como Fair Trials International han señalado sus limitados controles internos para abordar los abusos políticos. Muchos de sus miembros tienen malos registros de derechos humanos y gobiernos corruptos y antidemocráticos, y han sido acusados de abusar de las circulares rojas con fines políticos.
Algunas circulares rojas son controvertidas y se han utilizado para perseguir a los opositores de los regímenes. un ejemplo de ello es el del expresidente de Ucrania, Viktor Yanukovych, cuya circular roja fue eliminada porque se demostró que era una solicitud política. La Interpol emitió una nueva política de refugiados en 2015, estipulando que no se debe emitir una circular roja contra un refugiado cuando el país del que inicialmente huyó la solicitó.
En noviembre de 2018, Baréin emitió una circular roja para el futbolista y disidente Hakeem al-Araibi, que había huido de Baréin en 2014 y se le otorgó el estatus de refugiado en Australia algunos años después. Fue arrestado en Tailandia en noviembre de 2018 por la policía tailandesa sobre la base de la circular roja, a pesar de que la circular roja se retiró unos días después debido a la ilegalidad, y está en espera de juicio para evitar la extradición a Baréin, al 9 de febrero de 2019. Ha habido una campaña mundial instando a Tailandia a no extraditarlo.
Ha habido una creciente preocupación por los refugiados que son blanco de circulares rojas ilegalmente. Ejemplos recientes antes del caso de al-Araibi incluyen la detención del activista ruso Petr Silaev en España y el abogado argelino de derechos humanos Rachid Mesli en Italia.